# Euthymios II. (Jerusalem)
Euthymios II. († 13. Dezember 1223 [nicht: 1231] im Sinai-Kloster) war ein griechischer Patriarch von Jerusalem.
Über Amtsantritt und Amtsführung des Patriarchen ist Näheres nicht bekannt. Sein  Grabstein mit zweisprachiger (griechisch-arabischer) Inschrift befindet sich in der Kirche des Sinai-Klosters.